# Spray gaśniczy
Spray gaśniczy – podręczne, przenośne urządzenie gaśnicze, przeznaczone do gaszenia pożarów grup A i B, w tym urządzeń elektrycznych pod napięciem do 1 kV oraz tłuszczów jadalnych. Środkiem gaśniczym zastosowanym w sprayu jest 1-procentowy, wodny roztwór pianotwórczej substancji typu AFFF. Dostępny na polskim rynku od 1999 roku.

## Działanie
Gaszona powierzchnia pokrywana jest warstwą piany, która chłodzi i jednocześnie odcina dopływ tlenu, co zabezpiecza przed ponownym pojawieniem się ognia. Na palącym materiale tworzy się specjalny film, który izoluje i wygasza płomienie. Skuteczność gaszenia 500 ml sprayu odpowiada skuteczności 2 kg gaśnicy proszkowej.

## Zastosowanie
- pożar grupy A (ciała stałe) – meble, dokumenty, książki, ubrania, firanki;
- pożar grupy B (ciecze łatwopalne) – oleje, nafta, benzyna, alkohole;
- pożar grupy C (gazy palne) – metan, acetylen, propan, wodór, gaz miejski;
- pożary sprzętu elektronicznego (tylko do 1 kV – sprzęt domowy)[1];
- pożar grupy F (oleje roślinne i tłuszcze zwierzęce) – masło, oliwa.

Spray gaśniczy może być stosowany na ludzką skórę, chroniąc ją przed poparzeniem i umożliwiając ewakuację z płonącego pomieszczenia. Jest nietoksyczny dla człowieka, a także przyjazny dla środowiska.
Występują również spraye gaśnicze nadające się do gaszenia baterii litowo-jonowych do maksymalnej mocy 100 W/h.

## Właściwości
- bezbarwny
- bezwonny
- bezpieczny dla ludzi[3]
- bezpieczny dla środowiska (ulega 90-procentowej degradacji po 5 dniach)
- nie niszczy gaszonych powierzchni
- wielokrotnego użytku

## Sposób użycia
Sposób użycia jest analogiczny jak dezodorantów czy lakierów do włosów.
1. Wstrząsnąć pojemnikiem.
2. Skierować spray w kierunku ognia i nacisnąć spust.
3. Gasić do całkowitego zniknięcia płomieni.

| Pojemność                                                     | Czas gaszenia | Zasięg | Temp. stosowania                         | Okres ważności                                                                               |
| ------------------------------------------------------------- | ------------- | ------ | ---------------------------------------- | -------------------------------------------------------------------------------------------- |
| 500 ml (550 g brutto) (brak możliwości ponownego napełnienia) | 13 s          | do 4 m | 0 do 50 °C (dostępna wersja –5 do 50 °C) | 5 lat (nie wymaga legalizacji, według obowiązujących w Polsce przepisów nie jest to gaśnica) |
| 750 ml (800 g brutto) (brak możliwości ponownego napełnienia) | 20 s          | do 4 m | -20 do 50 °C                             | 5 lat (nie wymaga legalizacji, według obowiązujących w Polsce przepisów nie jest to gaśnica) |